# عوفة (الحيمة الخارجية)

تعديل مصدري - تعديل

عوفة هي إحدى قرى عزلة بني بجير بمديرية الحيمة الخارجية التابعة لمحافظة صنعاء، بلغ تعداد سكانها 59 نسمة حسب تعداد اليمن لعام 2004.